# Edmund Woga
Edmund Woga, né le 26 septembre 1941 à Hewokloang dans la province des petites îles de la Sonde orientales, est un prélat indonésien, évêque de Weetebula en Indonésie depuis 2009.

## Biographie
Edmund Woga est né sur l’île de Florès où il est élève au Petit séminaire Saint-Jean Berchmans à Mataloko puis il entre au Séminaire (catholique) chez les Rédemptoristes sur l’île de Sumba puis il étudia la Philosophie et la Théologie au Séminaire (catholique) de Kentungan à Yogyakarta de 1971 à 1977.
Il est tout d'abord ordonné prêtre le 29 novembre 1977 pour le diocèse de Weetebula puis en 1985, il entre chez les Rédemptoristes où il prononce ses vœux perpétuels en 1985.
Après sont ordination, différentes missions lui ont été confiés.
En 1978, il est nommé directeur de l'institut de formation des professeurs de religion à Waingapu, de 1979 à 1980 il est vicaire à la paroisse Saint-Clemens à Katikuloku.
De 1982 à 1992, il poursuit des études en Allemagne. À partir de 1993, il devient professeur  de Missiologie à la faculté de théologie Wedhabakti à Yogyakarta et cela jusqu'à sa nomination de provincial des Rédemptoristes en Indonésie en 2002.

## Évêque
Benoît XVI le nomme évêque de Weetebula le 7 avril 2009.